# Mini-metro (větev linky metra v Moskvě)
Mini-metro (rusky мини-метро) je název větve Filjovské linky Moskevského metra.
Jedná se o jedinou větev v celé síti, která na počátku 21. století existuje (u Zamoskvorecké linky byla větev zrušena a přebudována na novou linku – Kachovskou roku 1995). Mini-metro zajišťuje dopravu do nově budované obchodní čtvrti Moskva-Siti; jsou na něm dvě stanice – Dělovoj centr a Meždunarodnaja. Trať je vedena pod zemí, avšak je v porovnání s ostatními linkami velmi mělce založená. Celkem je větev dlouhá 2,78 km.
Výhledově má být dobudována ještě třetí stanice, a to Dorogomilovskaja; též se počítá i s vedením celé větve dále na sever. Mini-metro je budované jako tzv. lehké metro, což samozřejmě umožňuje snížení nákladů.

## Historický vývoj
Právě snižování nákladů bylo důvodem, proč začít budovat větev linky Filjovskaja s takovými parametry, jaké ještě nikdy nebyly v Moskvě použity. Město poté, co se rozhodlo nechat vybudovat komplex Moskva-Siti, zvažovalo vybudovat sem linku klasického metra, avšak finanční nesnáze jej donutily maximálně snížit náklady. Vzniklo tak lehké metro; celkové náklady na jeho vybudování dosáhly zhruba 200 milionů dolarů.
Díky malému průměru tunelů (pouhých 4,5 m), menšímu poloměru oblouků a kratším stanicím byly skutečně náklady na výstavbu nižší. Při projektu se ale objevily potíže s kompatibilitou s již zavedeným systémem, na který by větev navazovala. Proto bylo nutné celý projekt ještě přepracovat tak, aby byly určité parametry zachovány. Poloměr oblouků musí dosahovat nejméně 150 m. I přesto se musela větev vybudovat ve dvou etapách (nejdříve do stanice Dělovoj centr, poté do stanice Meždunarodnaja). Bylo nutné nasadit nové typy vlaků (Rusič). Provozní náklady však nakonec vykryly do jisté míry úspory při výstavbě mini-metra, takže celkový výsledek nedosáhl plánovaných očekávání.